# Straßburger Patentübereinkommen
Das Straßburger Patentübereinkommen (Übereinkommen zur Vereinheitlichung gewisser Begriffe des materiellen Rechts der Erfindungspatente), das die Bundesrepublik Deutschland am 27. November 1963 unterzeichnet hat (BGBl. 1976 II S. 649, 658), ist ein Europaratsabkommen auf dem Gebiet des Patentrechts.

## Entstehung
Das Übereinkommen lässt sich wesentlich auf die Initiative des französischen Senators Longcharbon für die Errichtung eines Europäischen Patentamts zurückführen. Die Beratende Versammlung des Europarats griff mit einer Empfehlung vom 8. September 1949 diese Initiative auf. Der Longcharbon-Plan wurde 1951 zwar abgelehnt, jedoch kam es zu Europäischen Übereinkünften über Formerfordernisse bei Patentanmeldungen (1953) und über die internationale Patentklassifikation (1954), wobei das letztgenannte später in den Rahmen der Weltorganisation für geistiges Eigentum gestellt und durch ein entsprechendes WIPO-Übereinkommen (Straßburger Abkommen über die internationale Patentklassifikation) vom 24. März 1971 abgelöst wurde.
Die Arbeiten am Übereinkommen zur Vereinheitlichung gewisser Begriffe des materiellen Rechts der Erfindungspatente wurden, nachdem der Ausschuss der Patentsachverständigen des Europarats im Oktober 1955 mit Arbeiten begonnen hatte, im November 1960 aufgenommen und so schnell abgeschlossen, dass das Übereinkommen bereits am 27. November 1963 von elf Staaten (Belgien, Dänemark, Bundesrepublik Deutschland, Frankreich, Irland, Italien, Luxemburg, Niederlande, Schweden, Schweiz, Vereinigtes Königreich) unterzeichnet werden konnte. Die Zustimmung des deutschen Bundestags  ist in Artikel I des Gesetzes über internationale Patentübereinkommen (IntPatÜbkG) vom 21. Juni 1976 (BGBl. II S. 649) erfolgt. Das Übereinkommen ist mit Hinterlegung der achten Ratifikationsurkunde am 1. August 1980 in Kraft getreten. Die Republik Österreich ist nicht Vertragsstaat des Straßburger Patentübereinkommens. Für die Schweiz, die das Übereinkommen am 9. November 1977 ratifiziert hat, ist es am 1. August 1980 in Kraft getreten.
Das Übereinkommen hat sowohl die nationalen Patentgesetzgebungen der meisten Staaten wie auch internationale Regelungen wie das Übereinkommen über die Erteilung europäischer Patente (Europäisches Patentübereinkommen, EPÜ) maßgeblich geprägt, infolge seiner Umsetzung in den einzelnen Rechtsordnungen aber keine wesentliche eigenständige Bedeutung mehr.

## Mitgliedstaaten
Mitgliedstaaten des Übereinkommens sind (Stand 15. April 2015)
- Belgien
- Dänemark
- Deutschland
- Frankreich
- Irland
- Italien
- Liechtenstein
- Luxemburg
- Mazedonien
- Niederlande
- Schweden
- Schweiz
- Vereinigtes Königreich